# 土合古墳群
土合古墳群（つちあいこふんぐん）は、埼玉県さいたま市桜区中島・関にある6世紀後半から7世紀前半ごろの古墳時代の古墳群。一部の古墳はさいたま市指定史跡に指定されている。

## 概要
旧入間川流路沿いに点在する古墳群のひとつである。現在は流路は宅地化しているが、合野谷排水路や白幡沼などに当時の名残が残されている。北から本杢古墳（ほんもくこふん）、日向古墳（ひなたこふん）、神明神社古墳（しんめいじんじゃこふん）が現存している。このほかにも消滅した古墳があったようで、1980年（昭和55年）本杢南の水道工事中に円筒埴輪がまとまって出土している。古墳群の名称はかつての土合村から由来している。

## 古墳
本杢古墳
1971年（昭和46年）2月11日付で浦和市（当時）指定史跡に指定された。当初直径30メートル程度の円墳と思われていたが、1992年（平成4年）の発掘調査により一辺20メートル、幅1.5メートルの周溝をもつ方墳であることが確かめられた。埴輪が出土していないことから、7世紀初頭以降の築造とみられる。
神明神社古墳
1981年（昭和56年）4月4日付けで浦和市（当時）指定史跡に指定された。直径33メートル、高さ4.5メートルの円墳。
日向古墳
直径15メートル、高さ2メートルの円墳。墳頂に古峯神社が祀られている。